# Novoflot
Novoflot (Eigenschreibweise: NOVOFLOT) ist eine freie Gruppe zur Opernproduktion (Eigenbezeichnung: Opernkompanie) aus Berlin.
Sie wurde 2002 von dem Regisseur Sven Holm, dem Dirigenten Vicente Larrañaga und dem Dramaturgen Sebastian Bark gegründet. Ständige Mitglieder sind Sven Holm, Vicente Larrañaga, der Dramaturg Malte Ubenauf und die Produktionsleiterin Dörte Wolter. Mit ihren Inszenierungen testet Novoflot neue Produktionswege und Konzepte für die zeitgenössische Oper.
Novoflot verbindet eine lange Zusammenarbeit u. a. mit ensemble mosaik, dissonArt ensemble, dem Komponisten Michael Wertmüller, den Sängerinnen Hanna Dóra Sturludottir, Rosemary Hardy und Yuka Yanagihara, den Posaunisten Nils Wogram und Conny Bauer, den Instrumentalisten und Komponisten Claudio Puntin, Haydn Chisholm, Antonis Anissegos, Eric Schaefer und Chris Dahlgren, den Bühnen- und Kostümbildnerinnen Elisa Limberg und Nina von Mechow sowie den GRAFT-Architekten.

## Stücke
- 2002: Der Glockenturm (Sophiensæle)
- 2004: Antigone (Sophiensæle)
- 2005: Kommander Kobayashi, Staffel 1 (Hamburger Staatsoper, Sophiensæle)
- 2006: Kommander Kobayashi, Staffel 2 (Sophiensæle, Teatr Wielki in Warschau, Théâtre National du Luxembourg)
- 2007: Kommander Kobayashi, Staffel 3 (Sophiensæle, Trafó in Budapest)
- 2008: WAS WIR FÜHLEN # 1 Scream Queen/Angst (Sophiensæle)
- 2009: Das Weihnachtsoratorium (Radialsystem•V)
- 2010: WAS WIR FÜHLEN # 2 Erschöpfung (Sophiensæle)
- 2011: WAS WIR FÜHLEN # 3 Glück (Sophiensæle)
- 2011: Pariser Leben (Radialsystem•V)
- 2013: Das Schloss (Haus der Berliner Festspiele)
- 2013: Der Sieg über die Sonne (Hamburger Bahnhof, Akademie der Künste, Radialsystem•V, Volksbühne am Rosa-Luxemburg-Platz)[1]
- 2014: Die T-House-Tour (Akademie der Künste, Volksbühne am Rosa-Luxemburg-Platz, Radialsystem)[2]
- 2015/16: Nationaloper (Radialsystem, Volksbühne am Rosa-Luxemburg-Platz)[3]
- 2016: DIE GROSSE KOALITION, eine außerparlamentarische Oper (Gare du Nord Basel, Radialsystem•V)
- 2017: Die Bibel #1: Der Schrei (neben der Volksbühne am Rosa-Luxemburg-Platz)
- 2017: Die Bibel #2: Oase   (Parochialkirche/Klosterstraße 67)
- 2017: Die Bibel #3: Im Fegefeuer (Ex Fitness First/Alexanderplatz, Panoramastraße 1A)

## Auszeichnungen
- 2014: George Tabori Preis